# Księgarnia Andrzeja Samulowskiego w Gietrzwałdzie
Księgarnia Andrzeja Samulowskiego w Gietrzwałdzie – pierwsza na Warmii księgarnia polska. Działała w Gietrzwałdzie w latach 1878-1939.

## Historia

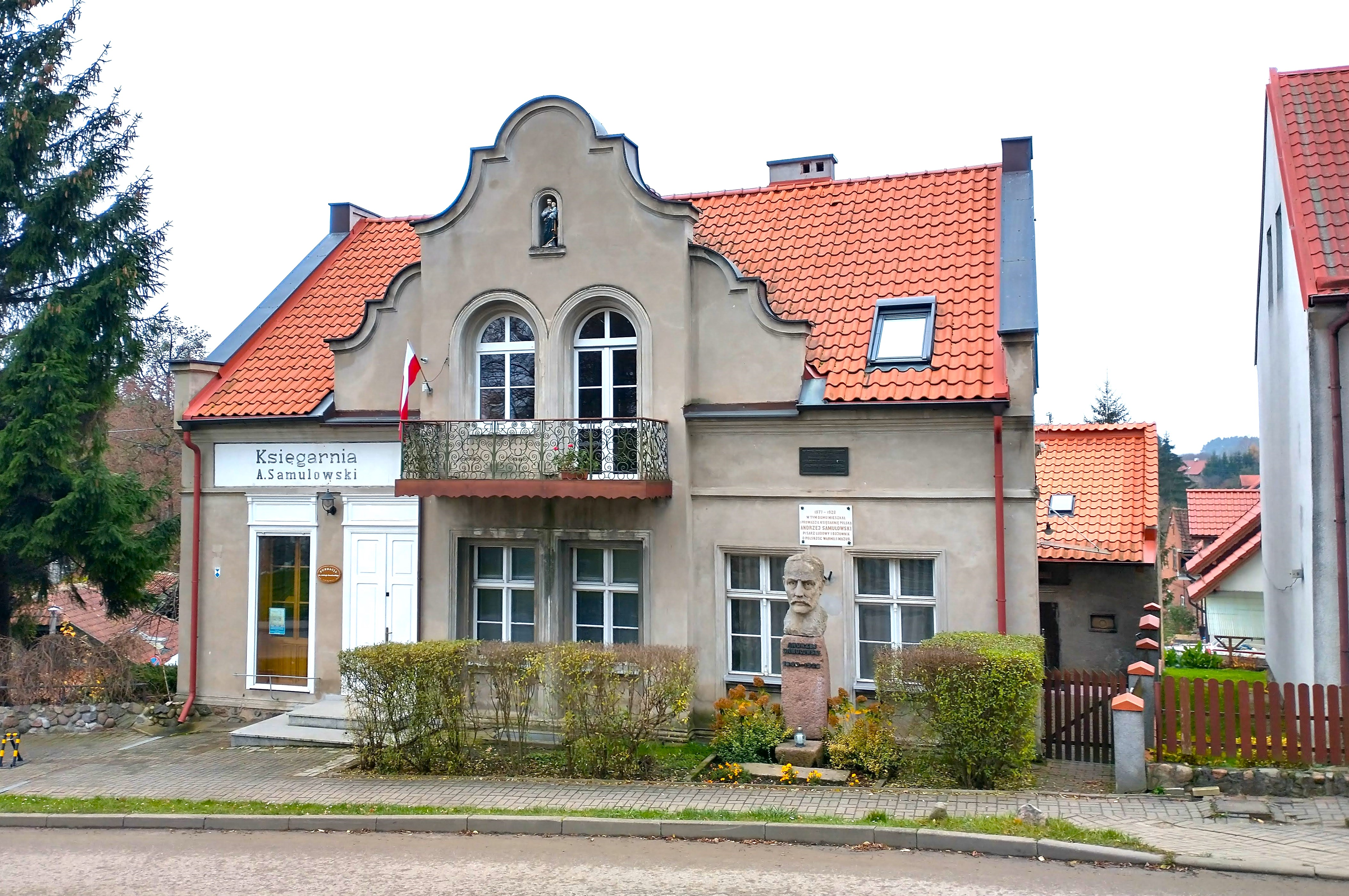
Widok ogólny domu Samulowskich (księgarnia w lewym skrzydle). Przed prawym skrzydłem popiersie Samulowskiego i tablice pamiątkowe

Księgarnię otworzył Andrzej Samulowski (starszy) wespół ze Stanisławem Romanem z Pelplina 6 kwietnia 1878, choć sprzedażą literatury trudnił się już od 1875. Otrzymał na ten cel pomoc finansową od kierownika banku w Lubawie Teofila Rzepnikowskiego oraz Teodora Donimirskiego. W 1880 Samulowski się usamodzielnił i prowadził interes sam. W księgarni oferował książki i dewocjonalia sprowadzane z Poznania (od Józefa Chociszewskiego), ze Śląska (od Karola Miarki i Tomasza Nowackiego), z Grudziądza (od Jerzego Jalkowskiego), z Chełmna (od Walentego Fiałka), jak również od rodziny Romanów z Pelplina. Sprzedawał głównie literaturę religijną (również niemieckojęzyczną), katechizmy, modlitewniki, beletrystykę, literaturę podróżniczą, a także różańce, medaliki, obrazki i artykuły piśmienne. Oprócz tego miał w ofercie polską literaturę patriotyczną, np. "Elementarz polski" Towarzystwa Moralnych Interesów Gospodarczych Ignacego Łyskowskiego, czy miesięcznik "Światło". W 1886 poszerzono asortyment o artykuły galanteryjne i gospodarcze.
25 marca 1886 spod ulokowanej w księgarni maszyny drukarskiej sprowadzonej z Poznania wyszedł pierwszy, próbny numer „Gazety Olsztyńskiej”.
11 lipca 1920, na kilka dni przed plebiscytem, Samulowski wywiesił na budynku, w którym również mieszkał, biało-czerwoną flagę z orłem, co wzbudziło agresywne postawy u miejscowych Niemców. Ostatecznie sztandaru strzegli francuscy żołnierze. W tym samym roku księgarza odwiedził Jan Kasprowicz.
Od 1880 w prowadzeniu sklepu pomagała Samulowskiemu żona, Marta (córka księgarza mikołowskiego Tomasza Nowackiego). Prowadziła ona sklep również po śmierci męża 10 kwietnia 1928 aż do wybuchu II wojny światowej. W 1935 wizytę w sklepie złożył Melchior Wańkowicz i opisał ją w książce "Na tropach Smętka". Po II wojnie światowej, w latach 40. XX wieku, w pomieszczeniach dawnej księgarni pracownię malarską urządził potomek księgarza, artysta plastyk Andrzej Samulowski (młodszy).
Inna działającą w Gietrzwałdzie polską księgarnią była prowadzona przez Antoniego Sikorskiego.

## Czasy współczesne
Dom z księgarnią zachował się do dziś. 19 września 1973 wpisano go do rejestru zabytków pod numerem a-1198. Na elewacji budynku umieszczono pamiątkową tablicę. Przed domem ustawiono popiersie Samulowskiego. W prawym skrzydle urządzono Izbę Pamięci Rodziny Samulowskich, dostępną dla zwiedzających po umówieniu się.